# Butoiu, Ialomița
Butoiu este un sat în comuna Sfântu Gheorghe din județul Ialomița, Muntenia, România.